# Groupe de NGC 5866
Le groupe de NGC 5866 est un petit groupe de galaxies de la constellation du Dragon. La liste des galaxies qui le constituent varie selon les sources. Trois galaxies sont toujours mentionnées : NGC 5866, NGC 5907 et NGC 5879 ; on les retrouve aussi bien dans le Nearby Galaxies Catalog que dans le Lyons Groups of Galaxies et les trois listes générées à partir de l'échantillon de l'article de Giuricin et al.. Les quatre galaxies suivantes sont mentionnées dans certaines des sources précitées, mais pas dans toutes : NGC 5866B, NGC 5963, UGC 9776 et UGC 9816.